# Dmytro Bortnjansky

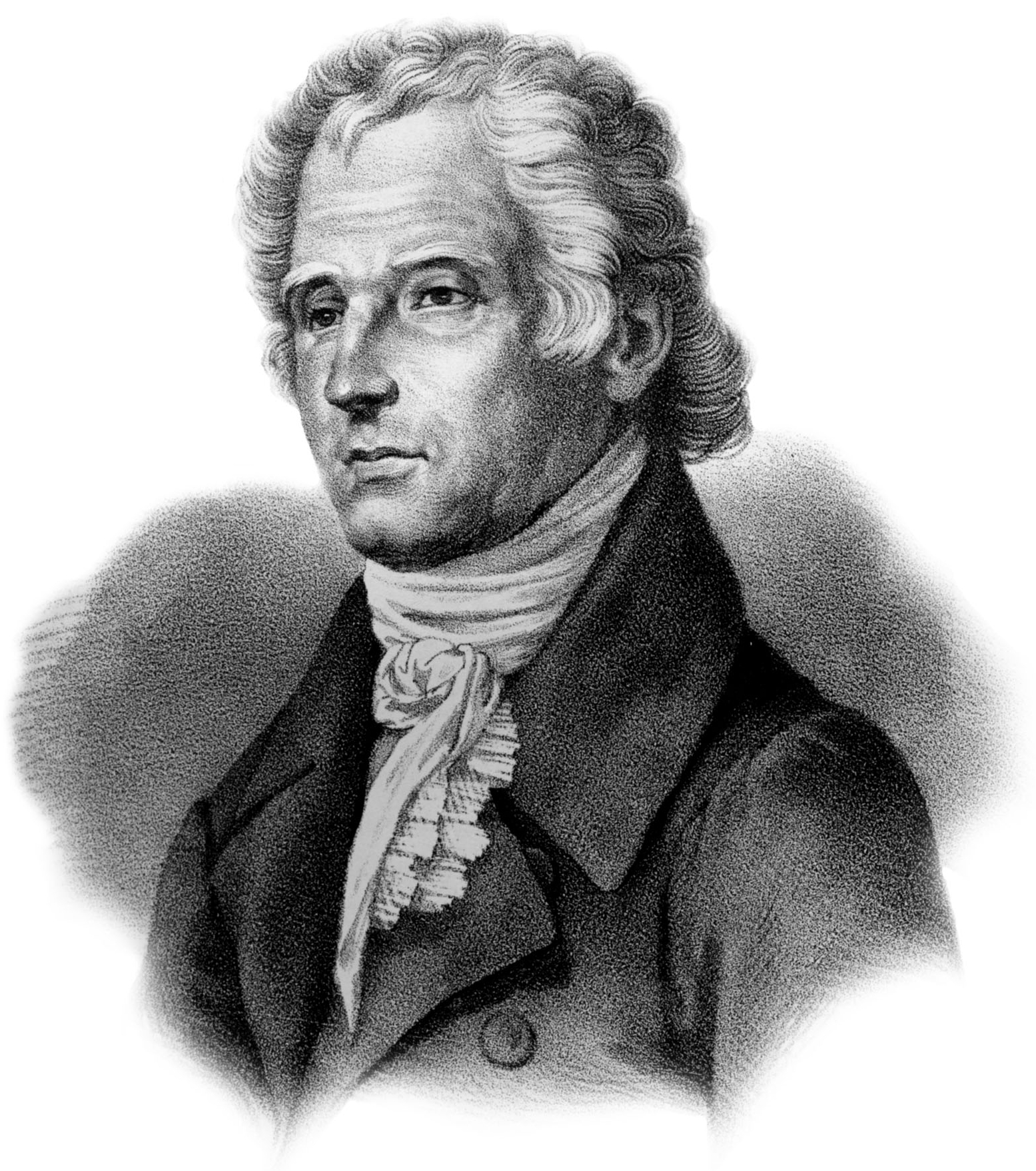
Dmytro Bortnjansky

Dmytri Stepanovitsj Bortnjansky (Oekraïens: Дмитро Степанович Бортнянський, Russisch: Дмитрий Степанович Бортнянский; Dmitri Stepanovitsj Bortnjanski) (Hloechiv, 18 oktober 1751 - Sint-Petersburg, 10 oktober 1825) was een Russisch componist, geboren in Hloechiv. Hij wordt samen met Stepan Degtjarjov en Sergej Davydov beschouwd als een van de grootste Russische componisten van die tijd.

## Biografie
Bortnjansky werd geboren in Hloechiv, de hoofdstad van het Kozakken-Hetmanaat en de hoofdresidentie van hetman van Oekraïne van Kirill Razoemovski, studeerde aan de zangschool van Hloechiv. Bortnjansky studeerde in zowel Moskou als Sint Petersburg. In Sint-Petersburg studeerde hij bij Baldassare Galuppi, met wie hij naar Italië vertrok. Deze reis was mogelijk gemaakt door giften van Catharina II van Rusland. In Italië studeerde hij verder in Bologna, Rome en Napels. Hij is vooral bekend vanwege zijn motetten en opera's, geschreven in Venetië (1776) en Modena (1778).
In 1779 keerde hij terug naar Sint-Petersburg waar hij nog enkele opera’s schreef, pianosonates en liederen. De liturgische muziek die hij schreef voor de Russisch-orthodoxe erediensten, waaronder de liturgie van Johannes Chrysostomus wordt vandaag nog veel opgenomen en uitgevoerd. Deze religieuze muziek combineert Oost- en West-Europese invloeden. In 1796 werd hij directeur van het keizerlijk kerkkoor, dat hij reorganiseerde en waarmee hij concerten gaf in de keizerlijke kapel.

## Oeuvre (voor zover bekend)
- La Faucon (opera)
- Le Fils rival (opera)
- Creonte & Quinto Fabio (opera)
- 35 kerkconcerten
- 10 concerten voor dubbel koor
- Mis en andere gezangen
- Kamermuziek, concertstukken
- Pianoconcert in C

## Bron
- Everyman Dictionary of Music